# 富士登山競走
富士登山競走（ふじとざんきょうそう）は、例年7月に山梨県富士吉田市で行われる山岳マラソン（トレイルランニング）大会である。

## 歴史
- 1948年（昭和23年）7月28日　第1回大会開催。
- 1985年（昭和60年）第38回大会より、女子の部が作られる。
- 1986年（昭和61年）第39回大会、女子の部で中島和子が大会新記録の2時間51分36秒で優勝。この記録は数十年にわたり破られていない。
- 2010年（平成22年）7月23日　第63回大会開催。山頂コースに参加要件が設けられ、完走率が前々回を約10ポイント上回り、53.3%となった[1]。過去3年以内に五合目関門通過タイムもしくは五合目ゴールタイムが2時間半以内の者のみが山頂コースに出られるようになった。また、五合目コースは定員776名で募集したが、実際は2,828名の申し込みを受け付けた。逆に山頂コースは、3,000名の定員の所、2,635名の申し込みで定員は埋まらなかった。
- 2011年（平成23年）7月22日　第64回大会開催。山頂コース男子では宮原徹（陸上自衛隊）が大会新記録の2時間27分41秒で優勝。
- 2012年（平成24年）7月27日　第65回大会開催。前日・当日受付がなくなり、早朝発の大会直行バスでも参加できるようになった。エントリー数は山頂コースが2,609人、5合目コースが1,492人。
- 2020年（令和2年）第73回大会、2021年（令和3年）第74回大会は新型コロナウイルスの影響で中止。
- 2022年（令和4年）第75回大会から再び開催されている。

## コース
標高770mの富士吉田市役所前がスタート。北口本宮冨士浅間神社から吉田口登山道を通り、標高3,711mの富士山頂久須志神社までの山頂コースは距離21km、高低差は日本最大の約3,000mに及ぶ。山頂コースのほか五合目までのコースもある。
給水もあり、スタート・ゴールを除くと10カ所。五合目まではスポーツドリンクも出るが、そこから先は水のみ。スポーツドリンクを飲みたい人は自分で持って行くか、山小屋で買う必要あり。また登山道なので、トイレ有料・ゴミ持ち帰り必須にも注意が必要。

### 制限時間
山頂コースの制限時間は以下の通り。
- 五合目 - 2時間15分
- 八合目（本八合目） - 4時間
- 山頂 - 4時間30分

五合目コースの制限時間は以下の通り。
- 馬返し - 2時間00分
- 五合目  - 3時間30分

2012年の富士登山競走の五合目タイムと完走率。完走とは、制限時間を切った人のこと。
| 五合目タイム | 完走者数 | 非完走者数 | 完走率 |
| ------------ | -------- | ---------- | ------ |
| 〜1:50       | 229      | 1          | 100%   |
| 1:50〜2:00   | 322      | 5          | 98%    |
| 2:00〜2:10   | 414      | 39         | 91%    |
| 2:10〜2:15   | 147      | 113        | 57%    |
| 2:15〜2:20   | 55       | 435        | 11%    |

## 概要
- 山頂コースの制限時間は4時間30分で、後述の参加要件が無かった2008年大会までは完走率が50%を割ることが多かった[3]過酷な大会である。山頂コースの完走を「フルマラソン3時間以内で完走」「100kmウルトラマラソン10時間以内で完走」とともに達成することを「グランドスラム」と呼ぶほどである。
  - 明らかに実力不足のランナーが山頂コースに多く申し込むという問題点があったことから、2010年大会から山頂コースには過去3年の大会で5合目（山頂コースの関門、5合目コースのゴールのいずれか）まで2時間30分以内に到達したランナーに限り参加可能となった[1]。
  - 参加資格は第68回（2015）、69回（2016）大会のいずれかにおいて五合目関門（五合目ゴール）通過時間が2時間25分以内、または第70回（2017）大会において2時間20分以内の実績のある者に変更された。
  - 第71回大会より、五合目関門の位置が第70回大会までの五合目ゴール地点に変更された。それにともない五合目ゴールは第70回大会までの山頂関門の地点に変更された。
- ストック等補助具の使用は禁止である。
- 悪天候によりコースが当日変更される場合がある。最近では2019年の第72回大会において山頂コースが五合目打ち切りとなっている。
- 山頂コース優勝者には内閣総理大臣杯が、五合目コース優勝者には文部科学大臣杯が、男女それぞれに授与される。
- 過去の大会で好成績を残した選手には特別ナンバーカードが交付される[4]。

## 歴代優勝者
山頂コースで3回以上優勝した人（5合目打ち切りの大会を含む）。括弧の中は第何回目の大会で優勝したか。

### 男子
- 芹沢雄二 10回 (39, 41-47, 49, 51)
- 真田信治 4回 (4, 6-8)
- 武井農 4回 (18, 19, 21, 23)
- 千野香 4回 (29, 30, 35, 38)
- 鏑木毅 3回 (55, 56, 58)
- 宮原徹 3回 (59, 62, 64)

### 女子
- 星野芳美 5回 (52-55, 63)
- 佐々木和子 3回 (40-42)
- 野尻あずさ 3回 (56-58)
- 神原百合 3回 (60-62)